# Mabel Bratt

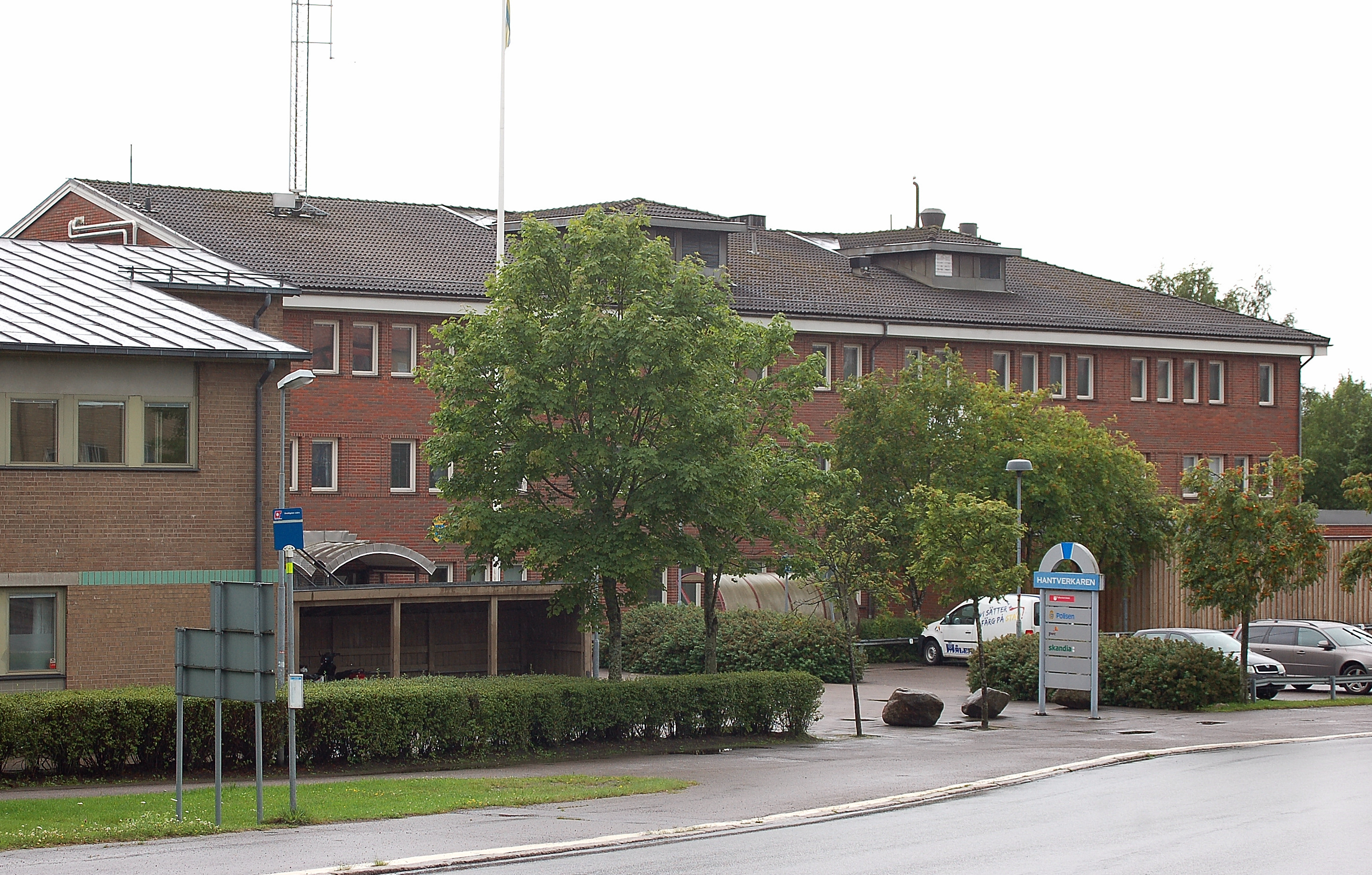
Karlskoga tings- och polishus

Mabel Margareta Bratt, född den 2 juli 1910 i Myrhult, Älgarås socken, död den 12 maj 1992 i Stockholm, var arkitekt och adjunkt.

## Biografi
Mabel Bratt studerade vid Kungliga Tekniska Högskolan i Stockholm 1935–1941. Studerade vårterminen 1968 på Lärarhögskolan i Göteborg till adjunkt.

### Postexpeditör
Mabel Bratt tog studenten på latinlinjen vid Wallinska gymnasiet 1930. För att kunna försörja sig sökte hon och fick en tjänst som postexpeditör vid Kungliga Postverket. I tjänsten ingick att hon först skulle gå kurs i administration och språk. Två års studier till postexpeditör innebar kurser i engelska, franska, tyska, geografi, tjänsteväxling, dirigering, taxering, författningar, allmän poststadga, tjänstemannainstruktion, postreglementen, organisation, redovisning och statistik. Bratt fick huvudbetyget Med beröm godkänt med tillägget Utmärkt beröm för franska, taxering och författningar. Efter ansökan fick hon tjänst på Kungliga Posten vid Vasagatan. Vid några tillfällen måste hon vikariera på andra postkontor, ibland på Stockholm Ban, Posten 12 i Vasastan, Södertälje, Nykvarn eller Posten 72 Hornsgatan. Hennes plan var från början att studera vidare och hon sparade en stor del av sin lön. Hon kunde inte tänka sig att bara gifta sig, skaffa familj och bli försörjd. Drömmen var att klara sig själv och inte vara beroende av någon annan.

### Tuberkulös spondylit
Ofta kände Bratt av sin rygg, men sökte ändå in på KTH och blev antagen till arkitektlinjen där hon började den 7 september 1935. Hon fortsatte som postexpeditör parallellt med sina studier. Efter första året på KTH blev hon tvungen att sjukskriva sig från Posten på grund av ständig ryggvärk. Hon blev undersökt, röntgad och det visade sig att hon hade drabbats av tuberkulos i en ryggkota, tuberkulös spondylit. Hon blev tvungen att begära ledigt från arkitektkursen efter sitt första studieår. Hösten 1936 opererades hon på St Görans sjukhus. Man opererade in bentransplantat från höftbenet. Svante Orell, docent, överläkare, specialist i ortopedkirurgi och även i tuberkulossjukdomar, opererade henne. Hindmarch, ortopedspecialist, var assistent. Bratt fick sedan ligga i gipsvagga ett helt år. Det var ett kämpigt år för henne, med vila och träning i ökande doser. Hon tränade sedan tillsammans med fysioterapeut, kunde komma upp och gå igen så småningom med hjälp av en ryggkorsett.

### Arkitekt SAR
Redan på hösten 1937 kunde hon återuppta arkitektutbildningen, studera och rita. De första årskurserna var det bland annat geologi, husbyggnadslära, matematik, hållfasthet samt frihandsteckning. De två sista åren innehöll till exempel arkitekturens historia, rättskunskap, stadsbyggnad, nationalekonomi och byggnadsteknik. Examensarbetet inom ämnet byggnadsteknik behandlade ”genomgångstunnel under järnvägsspår”. Bratt fick ut sin arkitektexamen den 12 september 1941.
Bratt fick kontakt med arkitekt Bjarne S:son Sigurs och fick några rituppdrag på hans kontor. Postläkaren hänvisade henne sommaren 1942 till Tranås kuranstalt för behandling av rygginsufficiens. Hennes ryggbesvär gjorde att hon inte kunde arbeta fullt ut hela dagar, hon måste begränsa sin arbetstid så hon kände att hon klarade av sitt arbete och hon blev periodvis också sjukskriven. Hon kunde inte fortsätta arbetet på Posten utan blev sjukskriven, slutade på Posten 1944 och fick pension därifrån.
1941 var Mabel Bratt färdig arkitekt med goda vitsord. Examensarbetet var inom ämnet Byggnadsteknik. Hon fick en förfrågan från arkitekt Bjarni S:son Sigurs som hade sitt kontor i Karlstad att arbeta hos honom. Han anlitade Bratt som sin närmaste medarbetare på kontoret. Hon kunde bo hos sina släktingar i Örebro. Hon var noggrann och duktig med beräkningar och planritningar. Uppdraget var att rita ett nytt polishus i Karlskoga. Utredningen tog lång tid ”då Europas folk upplevde eller på nära håll bevittnade dittills oanade våldsgärningar” som Sigurs beskrev det i byggnadsbeskrivningen för polishuset. Utom för polis, fanns lokaler för förråd, skyddsrum, celler med fönster av järn och 10 mm tjockt, splitterfritt glas. Bofors i Karlskoga, med sina krigsindustrier, var ett säkert mål för eventuella bombningar. Dessutom fanns bostadslägenheter, affärslokaler, större samlingssal för skola och tingssal i två våningar med plats för ett 100-tal åhörare. Polishuset stod färdigt 1945 vid Katrinedalsgatan med fasader också mot Ekmansplatsen och Lilla torget.

### Egen verksamhet
Projektet med polishuset hade tagit lite extra tid, vilket Sigurs förklarat med att det var krig. Kanske var det svårigheter att få tag på en del material och att ordna transporter. Efter kriget överlät arkitekt Bjarne S:son Sigurs sitt kontor i Karlstad till Mabel Bratt, hon flyttade dit och öppnade eget under 1948.
Mabel Bratt blev anlitad av byggnadskommittén i Arvika när sanatoriet där skulle renoveras och byggas till. Centralsanatoriet var gammalt och omodernt. Avdelning 1 var stängt en period på grund av brist på arbetskraft. Avdelningssköterska saknades, man fick ingen sökande till tjänsten då det var för omodernt och arbetskrävande. Direktionen i samråd med byggnadskommittén lät arkitekt Mabel Bratt utarbeta ritningar och kostnadsberäkningar för avdelningens modernisering och ombyggnad av köksavdelningen. Kvinnlig personal skulle få omklädningsrum och lunchrum som de saknat tidigare. Det gjordes även en ombyggnad av patientbadet, av barnpaviljongen och av trätrummor på vinden i händelse av akut evakuering.
Enligt en artikel i Nya Wermlandstidningen 1949, planerade kommunen i Värmlandsbro att bygga ett medborgarhus. Det var ett tätortsområde där man sökte ”avhjälpa tråkigheten på landsbygden” genom att anskaffa samlingslokaler. En förening bildades för att åstadkomma ett medborgarhus och en tomt utsågs i närheten av Sörbroparken. Där skulle kunna bli en samlingslokal för invånarna i byn som de kunde nyttja hela året. Arkitekt Mabel Bratt anlitades som konsult och fick uppdraget att avge fackmannens synpunkter på frågan.
Den 11 mars 1950 kom en artikel på förstasidan i Nya Wermlands-Tidningen. Rubriken var: Karlstadsarkitekt löser ensammas bostadsproblem. Enligt artikeln planerades ett kollektivhus i Karlstad för ensamma personer, tjänstemän och andra i sina mest produktiva åldrar. Nya Wermlandstidningens signatur ”Ress” har intervjuat Mabel Bratt som har lagt fram fullständiga ritningar. Pengar finns, alla beräkningar är färdiga och tomten ligger vid Hamngatan alldeles intill Centralstationen. Nu väntar man bara på byggnadstillståndet. Karlstadsarkitekten Mabel Bratt beräknar att omkring 3.000 personer i Karlstad är inneboende i familjer och att behovet av ett kollektivhus är stort. Planen att bygga ett kollektivhus i Karlstad blev mycket uppmärksammad.
Måndagen den 14 mars 1950 var det föreläsning i Yrkeskvinnors Förbund i Karlstad. Märta Liljegren, jur.kand. från Stockholm var inbjuden att tala om samhällsutvecklingen och särskilt betydelsen av kollektivhus för ensamma, för unga kvinnor och för familjer. Dagen efter kom en positiv recension i NWT.
Före 1950 fanns nio kollektivhus i landet. Bland bygglovshandlingarna i stadsarkivet i Karlstad finns ej något kollektivhus från detta år och inte heller på gamla kartor eller i Karlstads nuvarande bebyggelse. Troligen blev det aldrig uppfört.
I stadsarkivets handlingar finner man en villa i två våningar som fortfarande ligger på Dahlgrensgatan i Karlstad, ritad av Mabel Bratt 1950. Den är klassad att ha visst kulturhistoriskt värde.
I Katrineholms-Kuriren 1951 finns en bild på ett hus med sex lägenheter ritat av Bratt. Det ligger vid Trollegatan i Vingåker.
I början 1950-talet förlorade kollektivhustanken sin betydelse efter modernismens nya ideal. 1954 kom Statens offentliga utredningar med Bostadskollektiva kommitténs betänkande. Man hade skickat ut enkäter till kvinnoorganisationer och kommunala myndigheter. Omdömena var i stort sett positiva, men kollektivhusen ansågs inte som någon generell lösning på bostadsproblemet. Man önskade bättre och billigare lösningar, såsom kollektiva hus insprängda i kvarter med äldre bebyggelse.
Riksföreningen Kollektivhus NU har 2006 kartlagt och lyckats spåra 52 kollektivhus i Sverige. 10 av dessa har gjorts om till bostadsrätter och lokaler för andra ändamål. Uppskattningsvis finns 2000 lägenheter i kollektivhus, cirka 0,5 promille av det totala bostadsbeståndet i landet.
Det var svårt för kvinnliga arkitekter att få uppdrag. Flera av Bratts kvinnliga kollegor, även de som gått tidigare och senare på arkitektlinjen, tog anställning på manliga kamraters arkitektkontor. Några slutade helt och ägnade sig åt familjen. 
Under 1950-talet blev det färre uppdrag för Bratt. Hon lämnade Karlstad efter besvikelsen med kollektivhuset och tog extrajobb som lärare på Åsö gymnasium i Stockholm i ämnet byggnadsteknik.
1957 fick hon ett uppdrag av sin bror Eldon Bratt att rita en villa till dennes familj med fem barn. Tomten låg nära Långsjön i Älvsjö. Det blev en enplansvilla i två avdelningar, en för sovrum och den andra delen med kök och vardagsrum i vinkel. Mycket ändamålsenlig plan för en relativt stor familj.
Därefter ritade hon till sig själv ett litet hus i två plan på sin fars sjötomt vid Hjälmaren. 

### Adjunkt
Efter utbildningen till adjunkt 1968 fick Bratt anställning på Tekniska skolan i Katrineholm och undervisade i sitt specialämne Byggnadsteknik. Efter ett par år där flyttade hon tillbaka till Stockholm och fick tjänst som adjunkt vid Åsö gymnasium. 
Hennes dröm att bli arkitekt blev verklighet under några år. Det visade sig att tiden ännu inte var mogen för kvinnliga arkitekter. Flera av hennes kvinnliga kollegor gav upp. Det hårda klimatet bland manliga arkitekter med storvulna, uppseendeväckande, kostnadskrävande och prestigefyllda byggnadsprojekt passade inte kvinnor som kanske ville planera för mer människovänliga hus för att underlätta hemarbetet och ge trivsamma hem nära till skolor och butiker. Dessutom ville de nog betona det viktiga med en omgivning med gröna miljöer som kunde inbjuda till rekreation, lek och spel, avslappning och promenader. 

### Avhandling om kvinnliga arkitekters villkor
Helena Werner, doktorand vid konst- och bildvetenskap, Göteborgs Universitet, skrev 2006 en avhandling med titeln: ”Kvinnliga arkitekter. Om byggpionjärer och debatterna kring kvinnlig yrkesutövning i Sverige.”   
Citat från ett referat om Helena Werners avhandling: ”De flesta av de kvinnliga arkitekternas föräldrar var yrkesarbetande inom den konstnärliga eller tekniska sfären och inspirerade och uppmuntrade döttrarna att bli arkitekter. Upplevelsen av arkitektutbildningarna och arkitektyrket varierar individuellt. Polarisering, segmentering och underordning fanns dock undermedvetet hos både män och kvinnor. Sammanfattningsvis framstår 1920-talets utbildningsklimat som det mest gynnsamma medan 1930- och 1940-talen uppvisade störst motstånd mot kvinnliga arkitekter. De kvinnliga arkitektstudenterna blev föremål för stereotypa framställningar i studenttidningar såsom förförerskan, maskoten, ståljungfrun, modern, lyxstudentskan, synderskan, ängeln och flickebarnet. 
Majoriteten av de kvinnliga arkitekterna i Helena Werners undersökning ritade bostäder, vårdinrättningar och skolor och mera sällan offentliga och monumentala byggnader. De byggnadstyper som kvinnorna valde eller hänvisades till värderades lågt både konstnärligt, tekniskt och ekonomiskt. De kvinnliga arkitekternas formspråk är en kombination av individualitet och de samtida trenderna. Det finns sålunda inget underlag för en estetiskt essentiell tolkning av deras formspråk.”